# Шаць
Шаць, Шача, Шачка (біл. Шаць, Шача, Шачка) — річка на території Узденського і Пуховицького районів Мінської області Білорусі, права притока річки Птич (басейн Прип'яті).

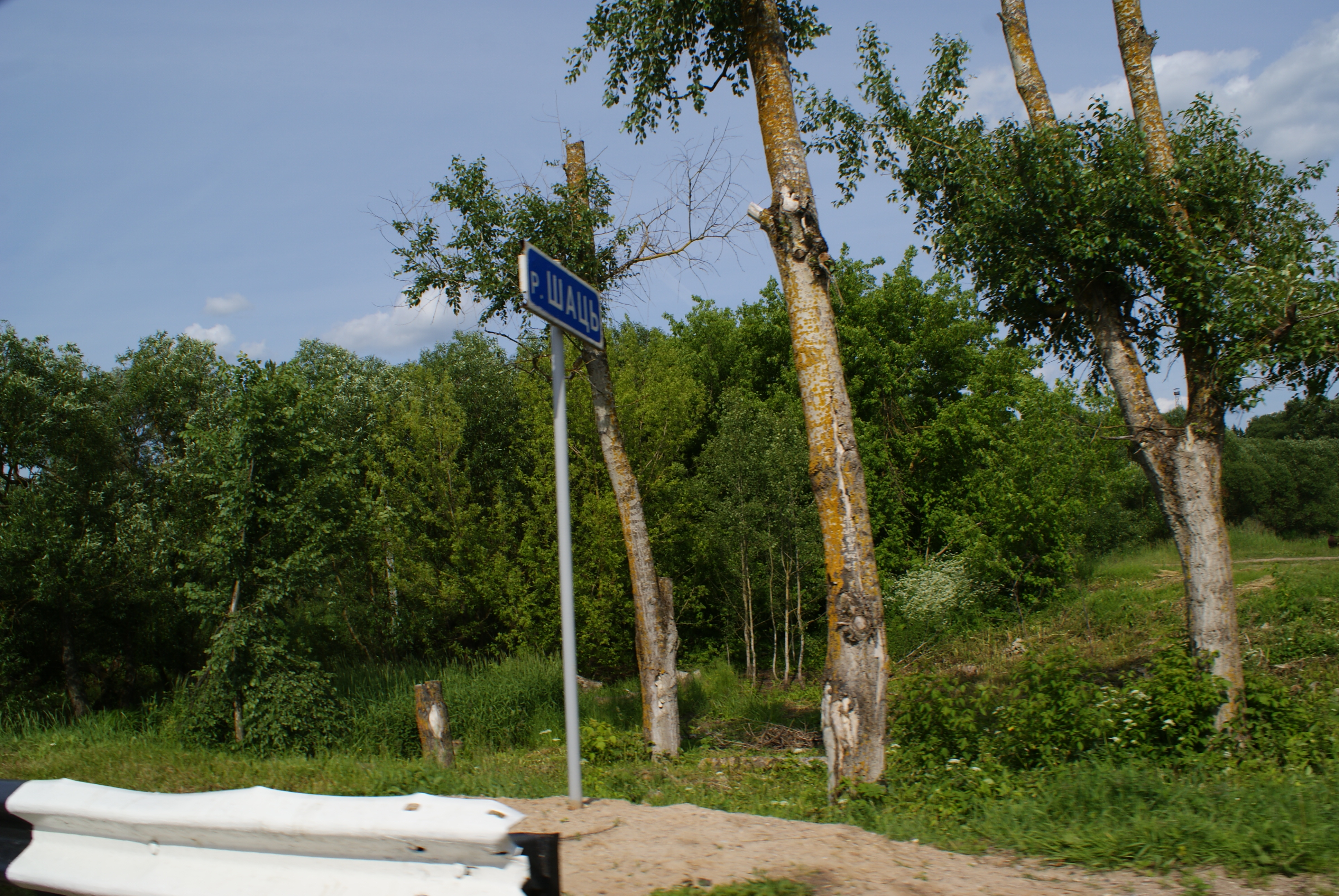
Перед мостом через Шаць

Довжина річки 35 км, з них 19 км на території Пуховицького району. Площа водозбору 293 км². Середня витрата води в гирлі становить 1,82 м³/с. Береги низькі і круті. Витік біля села Телякове (у напрямку на схід від села Карпилівка). Русло Шаці сильно звивисте, каналізоване у верхній і нижній течії. Ширина русла становить 1-3, 5 м. Основна притока — Ковалівка (ліва). Біля агромістечка Шацьк на річці гребля і водосховище.